# Get 추!/SHE의 사실
〈Get 추!/SHE의 사실〉(일본어: Get チュー!/SHEの事実 겟추! / 시노지지츠[*])는 일본의 음악 그룹 AAA의 열세 번째 싱글이다. 2007년 4월 18일에 에이벡스 트랙스에서 발매됐다.

## 개요
- CD+DVD(AVCD-31219/B, ‘Get 추!’ ver.), CD+DVD(AVCD-31220/B, ‘SHE의 사실’ ver.), CD(AVCD-31221)의 세 종류로 발매됐다. 자켓은 세 종류 모두 다르지만 CD 수록 내용은 어느것이라도 바뀌지 않는다.
- 양면 A사이드 싱글로는 〈솔 에지 보이/기모노 제트 걸〉〈Black&White〉 에 이어서 세 번째이다.
- CD ONLY반에 대해서는 초회반에만 24p 포토북이 들어있다.
- AAA의 팬클럽 사이트에 2007년 3월 23일 오후 6시부터 〈Get 추!〉와 〈SHE의 사실〉의 프로모션 비디오가 팬클럽 회원 한정 · 기간한정으로 공개됐다. 다만, 〈Get 추!〉의 프로모션 비디오에 대해서는 Yahoo!동영상에서도 2007년 3월 19일에 선행공개됐다. 이것은 어쩌면 AAA가 후쿠오카 소프트뱅크 호크스의 2007년 서포터가 된 것이 관련되어있다고 추정된다.
- 커플링곡으로 〈Samurai heart-무사 정신-(Nu-JAPANESE-RAVE MIX)〉이 수록되지만, 일곱 번째 싱글 〈허리케인 리리, 보스턴 마리〉에서 수록되어온 AAA의 싱글의 커플링곡은 모든 것이 라이브 버전이며, 리믹스 곡이 수록된 것은 이 싱글이 처음이다.
- AAA DEN-O form 〈Climax Jump〉의 CD 매상 랭킹 첫 등장 5위(오리콘)에 이어서, 2작 연속 오리콘 차트 탑 10위권에 들어가며, 또한 AAA 단독명의로 탑 5위권에 들어가는 것은 처음이다(그것까지의 최고순위는 아홉 번째 싱글 〈Let it beat!〉).
- 〈Get 추!/SHE의 사실〉 발매 이벤트는 2주에 걸쳐서 행해졌으며, 2007년 4월 21일(토)에 다이칸야마 UNIT에서 도쿄 이벤트, 2007년 4월 28일(토)에 텔레피아 홀에서 나고야 이벤트가 행해졌다.
- CD에는 봉입되지 않은 〈Get 추!/SHE의 사실〉 트레이딩 카드(총 18종)가 발매 이벤트에서 이벤트 참가권가 교환할 수 있다.

## 노래

### 〈Get 추!〉
- 하우스식품 ‘프루체 핸디타입’의 CM곡이다. CM에는 AAA 멤버가 출연하고 있다. ‘프루체 C의 과실’에 늦게 방송이 개시됐다.
- 프로모션 비디오의 촬영은 사이판에서 행해졌다. 〈Get추!〉의 프로모션 비디오와 〈SHE의 사실〉의 프로모션 비디오는 같은 날에 촬영됐다.
- 메인 보컬 우노 미사코를 피처한 곡으로 후렴 부분에서의 남성 멤버의 음량 볼륨은 극단적으로 틀어막고 있다.
- 일본레코드협회의 골드 등 인정에서 음악 다운로드 10만건을 넘은 골드로 인정됐다. AAA 관련 작품으로는 여섯 번째로 골드 인정이 됐다.

### 〈SHE의 사실〉
- 록티스트한 노래이며, 하우스식품 ‘프루체 C의 과실’의 CM곡. CM(시다 미라이가 출연)은 2007년 2월에 방송이 개시됐다.
- 프로모션 비디오는 정글을 이미지해서 제작됐으며, 남성 멤버는 와일드한, 여성 멤버는 섹시한 면을 어필하고 있다.
- 2007년 2월 28일부터 새로운 음악 생활 〈뮤모〉(ミュウモ)로 착신음이 선행 배포됐다.

## 음악성
- DiVA의 우메다 아야카는 Get 추!를 ‘여름에 듣고 싶은 10곡’의 4위로 들고 있다. “이걸 들으면 키스하고 싶어져요” “구름 한 점 없는 하늘 아래에서 이걸 듣는데 들썩들썩하며 춤추고 싶어요! 그렇기 때문에 안무를 외었어요”라고 평가했다[1].
- 소녀시대의 서현은 Get 추!를 〈Sweet Memories With 소녀시대〉의 수록곡으로 선택했다.

## 수록내용

### CD+DVD Get 추!ver.
CD
1. Get 추!(Get チュー!
  - 작사: 마츠이 고로 / 작곡: 이시다 쇼 / 편곡: 코니시 타카오
2. SHE의 사실(SHEの事実)
  - 작사: 이노우에 아키오 / 작곡: 스미다 신야 / 편곡: 스즈키 다이치 히데유키
3. Samurai heart-무사 정신-(Nu-JAPANESE-RAVE MIX)(Samurai heart-侍魂-(Nu-JAPANESE-RAVE MIX))

  - 리믹스: 코사카 대마왕
4. Get 추! (Instrumental)
5. SHE의 사실 (Instrumental)

DVD
1. Get 추!(Music Clip)

### CD+DVD　SHE의 사실 ver.
CD
1. Get 추!
2. SHE의 사실
3. Samurai heart-무사 정신-(Nu-JAPANESE-RAVE MIX)
4. Get 추! (Instrumental)
5. SHE의 사실 (Instrumental)

DVD
1. SHE의 사실(Music Clip)

### CD ONLY
1. Get 추!
2. SHE의 사실
3. Samurai heart-무사 정신-(Nu-JAPANESE-RAVE MIX)
4. Get 추! (Instrumental)
5. SHE의 사실 (Instrumental)